# 特殊文件夹
特殊文件夹（英语：Special Folder）,指那些不是绝对文件路径的文件夹。 这使得应用程序将询问系统某一类别文件的合适位置成为了可能，且不受版本和语言的系统限制。
在Windows Server 2003及更早版本中，像“开始菜单”这样的文件夹在非英文版本的Windows上有不同的名称。例如，在Windows XP的德语版本上，它是“Startmenü”。但是，从Windows Vista开始，所有版本的Windows都使用相同的英文命名文件夹，并且在Windows资源管理器中只显示不同的名称。在Windows 10中，用户可以切换到另一种显示语言，并且特殊文件夹的名称将会更改。

## 概要
自Windows 95开始，Windows 使用「特殊文件夹」的概念来代表保存在计算机中的内容，这使得用户无需再处理绝对文件路径，并且可以在不同系统以及不同应用程序之间修改。后续各版本 Windows 均对此功能作出了改进。
微软的“为Windows而设计”（Designed for Windows）标志要求程序必须使用特殊文件夹来保存文档和设置。
一个特殊文件夹可以被映射于一个物理地址，或一个“特殊的”文件夹。因此，特殊文件夹与环境变量相似。 事实上，很多在用户层面设置的环境变量是由特殊文件夹的指向来决定的。
然而，特殊文件夹事实上不存在于文件系统中——他们代表了Windows资源管理器中的树形文件夹导航。这与Windows Shell namespace（Windows Shell 命名空间）类似。然而在Windows XP系统中，根级的命名空间是桌面：它包含了我的文档，我的电脑，网上邻居和回收站。一些与特殊文件夹相关联的文件夹在物理上也确实存在。Windows资源管理器将特殊文件夹以及它的关联文件夹合并起来显示。例如“桌面”保存在用户个人文件夹中。

## 特殊文件夹列表
下表列出了从Windows Vista起可用的大多数文件系统和虚拟文件夹。还给出了引入每个特殊文件夹的操作系统版本。比如说，“%USERPROFILE%”和“%windir%”这样的项目是Windows环境变量。
| 特殊文件夹             | 用处                                     | 默认位置 |
| ---------------------- | ---------------------------------------- | --- |
| Application Data       | 来储存每个用户的应用程序的特定文件       | 在 Windows 98 和 Windows Me 上 %windir%\Application Data 在 Windows 2000 和 Windows XP 上 %USERPROFILE%\Application Data 在 Windows Vista 及更高版本上 %APPDATA% |
| 公文包                 | 用于在移动硬件上面同步文件               | 在 Windows 95、Windows 98 和 Windows Me 上 %windir%\Desktop 在 Windows 2000 及更高版本上，默认情况下不创建，但可以在任何文件夹中创建。公文包和公文包浏览器外壳扩展 （SyncUI.dll） 中的Desktop.ini隐藏系统文件包含其功能。在 Windows 10 版本 1703 及更高版本中删除。                                                                                                   |
| Cookies                | IE浏览器的缓存                           | 在 Windows 98 和 Windows Me 上 %windir%\Cookies 在 Windows 2000 及更高版本上 %USERPROFILE%\Cookies 在 Windows Vista 及更高版本上 %APPDATA%\Microsoft\Windows\Cookies |
| 桌面目录               | 包含储存在电脑桌面上的文件               | 在 Windows 95、Windows 98 和 Windows Me 上 %windir%\Desktop 在 Windows 2000 及更高版本上 %USERPROFILE%\Desktop |
| 收藏夹                 | 用户收藏的文件                           | 在 Windows 98 和 Windows Me 上 %windir%\Favorites 在 Windows 2000 及更高版本上 %USERPROFILE%\Favorites |
| 字体                   | 包含已安装的字体                         | %windir%\Fonts |
| 历史                   | 用于储存用户的浏览器历史记录             | %USERPROFILE%\Local Settings\History |
| Internet Cache         | 用储存于用户的 Internet 临时文件         | 在 Windows 98 和 Windows Me 上 %windir%\Temporary Internet Files 在 Windows 2000 和 Windows XP 上 %USERPROFILE%\Local Settings\Temporary Internet Files 在 Windows Vista 和 Windows 7 上 %LOCALAPPDATA%\Microsoft\Windows\Temporary Internet Files 在 Windows 8 及更高版本上 %LOCALAPPDATA%\Microsoft\Windows\INetCache                                               |
| Local Application Data | 用于储存用户和特定于计算机的应用程序设置 | 在 Windows 98 和 Windows Me 上 %windir%\Application Data 在 Windows 2000 和 Windows XP 上 %USERPROFILE%\Local Settings\Application Data 在 Windows Vista 及更高版本上 %LOCALAPPDATA% |
| 文档                   | 用户储存的文档                           | 在 Windows 98 和 Windows Me 上 C:\My Documents 在 Windows 2000 和 Windows XP 上 %USERPROFILE%\My Documents 在 Windows Vista 及更高版本上 %USERPROFILE%\Documents |
| 音乐                   | 用户储存的音乐                           | 在 Windows 98 和 Windows Me 上 C:\My Documents\My Music 在 Windows 2000 和 Windows XP 上 %USERPROFILE%\My Documents\My Music 在 Windows Vista 及更高版本上 %USERPROFILE%\Music |
| 图片                   | 用户储存的图片                           | 在 Windows 98 和 Windows Me 上 C:\My Documents\My Pictures 在 Windows 2000 和 Windows XP 上 %USERPROFILE%\My Documents\My Pictures 在 Windows Vista 及更高版本上 %USERPROFILE%\Pictures |
| 视频                   | 用户储存的视频                           | 在 Windows 98 和 Windows Me 上 C:\My Documents\My Videos 在 Windows 2000 和 Windows XP 上 %USERPROFILE%\My Documents\My Videos 在 Windows Vista 及更高版本上 %USERPROFILE%\Videos |
| 程序                   | 用于用户的（所有）程序组和图标           | 在 Windows 95、Windows 98、Windows 2000 和 Windows XP 上 %USERPROFILE%\Start Menu\Programs 在 Windows Vista 及更高版本上 %APPDATA%\Microsoft\Windows\Start Menu\Programs |
| 最近                   | 用于用户的“我最近访问的文档”             | 在 Windows 98 上 %USERPROFILE%\Recent 在 Windows 2000 和 Windows XP 上 %USERPROFILE%\My Recent Documents 在 Windows Vista 及更高版本上 %APPDATA%\Microsoft\Windows\Recent |
| 发送到                 | 用于用户的“发送到”菜单项                 | 在 Windows 98、Windows 2000 和 Windows XP 上 %USERPROFILE%\SendTo 在 Windows Vista 及更高版本上 %APPDATA%\Microsoft\Windows\SendTo |
| 开始菜单               | 用于用户的“开始菜单”项                   | 在 Windows 95 上 %windir%\Start Menu 在 Windows 98、Windows 2000 和 Windows XP 上 %USERPROFILE%\Start Menu 在 Windows Vista 及更高版本上 %APPDATA%\Microsoft\Windows\Start Menu |
| 系统                   | Windows 系统目录                         | 在 Windows 95、Windows 98 和 Windows Me 上 16 位和 32 位库和可执行文件 %windir%\System 其他一些 32 位库和可执行文件 %windir%\System32 在 Windows 2000 及更高版本的 32 位 Windows 版本上 32 位库和可执行文件 %windir%\system32 16 位库和可执行文件 %windir%\System 在 64 位 Windows 版本上 64 位库和可执行文件 %windir%\System32 32 位库和可执行文件 %windir%\SysWOW64 |
| 保存的游戏             | 用户保存的游戏                           | %USERPROFILE%\Saved Games |
| 模板                   | 用于用户的文档模板                       | 在 Windows 98 和 Windows Me 上 %windir%\ShellNew 在 Windows 2000 和 Windows XP 上 %USERPROFILE%\Templates 在 Windows Vista 及更高版本上 %APPDATA%\Microsoft\Windows\Templates |

注意：
- “桌面”虚拟文件夹与“桌面”特殊文件夹不是一回事。桌面虚拟文件夹是 Windows Shell 命名空间的根目录，其中包含其他虚拟文件夹。[5]
- “本地应用程序数据”与“应用程序数据”的不同之处在于，位于“本地”变体中的文件也旨在特定于它所在的计算机。仅当用户的配置文件是 Windows Server 域环境中的漫游配置文件时，这才有意义。[6]
- 与桌面一样，“我的文档”虚拟文件夹与“我的文档”特殊文件夹不同。如果要求提供虚拟文件夹变体，它将在文件对话框中显示为“桌面”虚拟文件夹的子目录，而不是用户的配置文件目录，因为它实际存在于硬盘驱动器上。
- 如果“我的文档”文件夹被移动（例如，移动到网络驱动器），尝试通过 shell 变量访问它将转到原始的默认位置。